# Ratschenbergtunnel
Der Ratschenbergtunnel (polnisch Tunel w Kulinie Kłodzkim) ist ein eingleisiger, gewölbter Eisenbahntunnel auf der Bahnstrecke Kłodzko–Kudowa Zdrój (bis 1945: Glatz–Bad Kudowa) zwischen Duszniki-Zdrój (Bad Reinerz) und Kulin Kłodzki (Keilendorf) im Glatzer Land.
Der Tunnel, der zwischen den Kilometermarken 30,172 und 30,749 durch den Ratschenberg (Grodczyn) führt, wurde in den Jahren 1903 und 1904 unter Anleitung des Baumeisters Riebensahm und dem Direktor Saliger gegraben. Die Ausschreibung hatte zuvor ein namentlich nicht genanntes Unternehmen aus Berlin gewonnen, dem Saliger vorstand. Riebensahm und Saliger waren auch an dem Bau des acht Kilometer entfernten und 80 m langen Tunnel durch den Galgenberg (Szubieniczna) bei Lewin Kłodzki beteiligt.
Ab Herbst 1903 entstand ein klassischer Scheiteltunnel, dessen höchster Punkt auf 634,7 m über dem Meeresspiegel liegt. Den Mittelteil der Strecke bildet eine 418 m lange Gerade. Der Durchschlag gelang am 20. April 1904. Im Oktober 1904 war der Tunnel bis zur Hälfte fertiggestellt.